# Baracklevelű harangvirág
A baracklevelű harangvirág (Campanula persicifolia) a fészkesvirágzatúak (Asterales) rendjébe, ezen belül a harangvirágfélék (Campanulaceae) családjába tartozó kétéves vagy évelő faj.

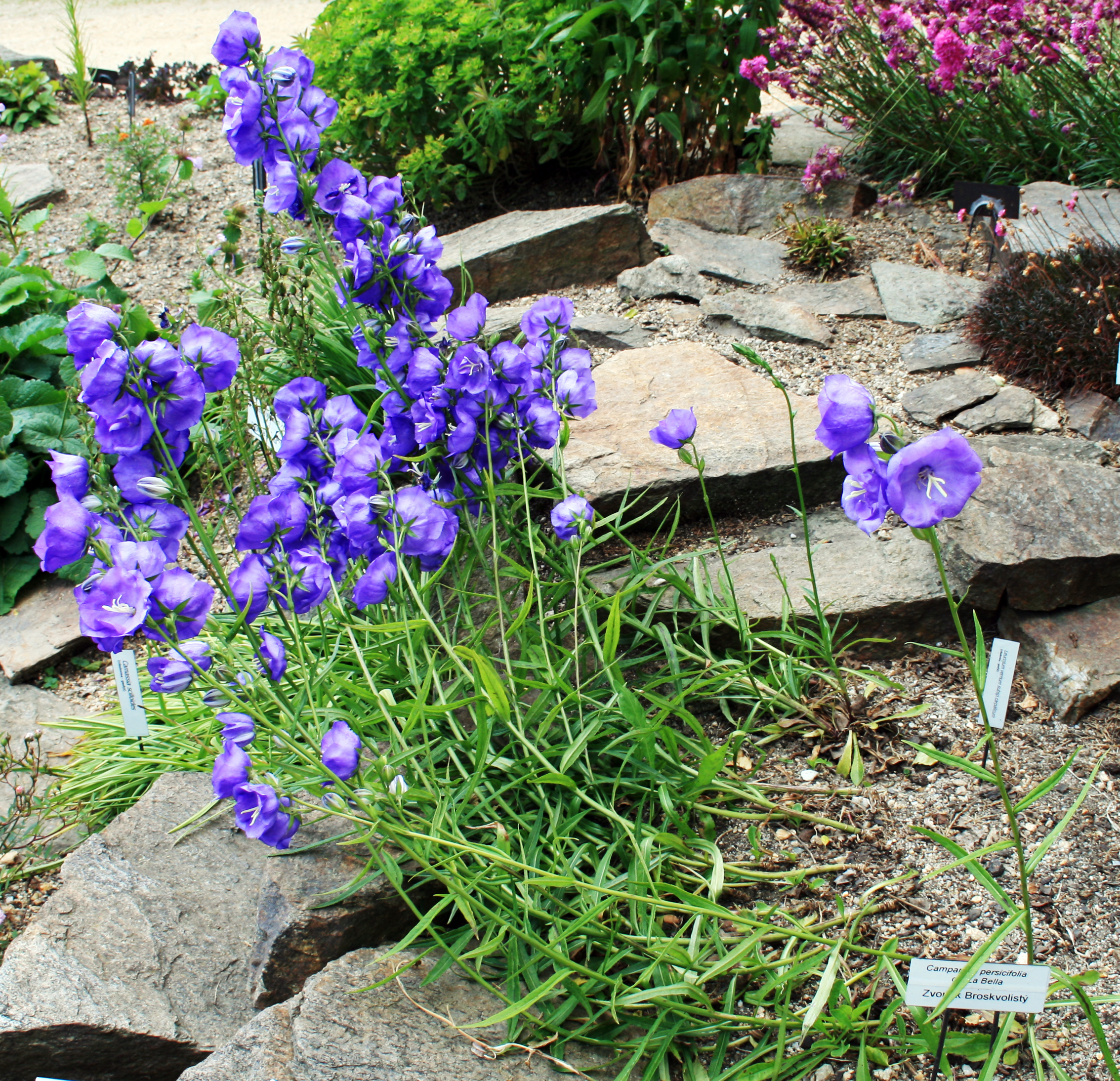
A libereci botanikus kertben

## Elterjedése
Egész Európában elterjedt, Magyarországon is gyakori, főleg nedvesebb erdőkben terem.

## Alfajai
- Campanula persicifolia subsp. sessiliflora (Velen.) Fed. ex Greuter & Burdet
- Campanula persicifolia subsp. subpyrenaica (Timb.-Lagr.) Fed.

## Megjelenése

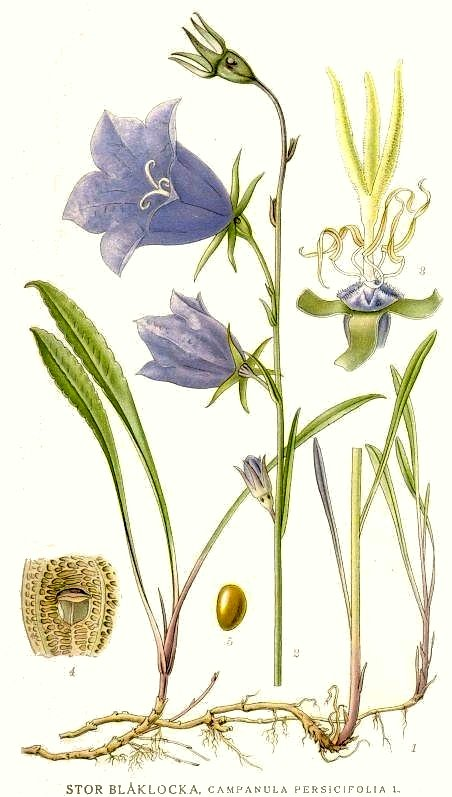

Karcsú, magas (50–100 cm) növény. Az egész növény kopasz, a szár általában nem ágazik el, a virágzat laza, kevés virágú fürt. A virágok széles harang alakúak, a párta nagy, 3–5 cm hosszú, kékesibolya színű. A csészecimpák kopaszak, nyújtott háromszög alakúak, a párta feléig érnek. A fényes tőlevelek nyélbe keskenyedők, fogas szélűek, gyakran télen is megmaradnak. A szárlevelek ülők.

## Életmódja
A virágzási ideje májustól októberig tart.